# Associação Desportiva de Valongo
Actualités
L'Associação Desportiva de Valongo (AD Valongo) est un club de rink hockey fondé en 1955 et situé à Valongo dans le District de Porto au Portugal. Il évolue dans le championnat du Portugal de rink hockey masculin.

## Historique
En 2022, le AD Valongo remporte la WSE Continental Cup. C'est le 1er titre de leur histoire sur la scène internationale. Ils battent les italiens du GHS Trissino en finale 2-1

## Palmarès
| Compétitions nationales | Compétitions internationales                 |
| - Championnat du Portugal (1) - Champion : 2014 - Supercoupe du Portugal (1) - Vainqueur : 2014 - Championnat du Portugal de deuxième division (4) - Champion : 1984, 1986, 1989 et 1997 - Championnat du Portugal de troisième division (1) - Champion : 2019 | - WSE Continental Cup (1) - Vainqueur : 2022 |